# Biphyllus loochooanus
Biphyllus loochooanus is een keversoort uit de familie houtskoolzwamkevers (Biphyllidae). De wetenschappelijke naam van de soort werd in 1991 gepubliceerd door Sasaji.